# 英國伊拉克戰爭
英伊戰爭是二戰中東戰場的其中一場戰役。1941年時德國及義大利煽動伊拉克首相拉希德·阿里攻擊英國位於中東的軍事基地及補給站，但是最後被英軍擊敗。

## 過程
1941年5月，德國和義大利為了給在中東地區的英軍部隊製造麻煩，煽動了伊拉克首相拉希德·阿里率領伊拉克人民反抗，朝著巴斯拉、哈巴尼亞等地進攻，此舉威脅到英國繼續打仗時所需的石油供應。在起事開始後，德國和義大利不但給伊拉克人提供武器、彈藥等補給，還幫助他們在北部的摩蘇爾建立了一個空軍基地。爾後，英軍擊退了伊拉克人的進攻，同時在臨時武裝起來的教練機及運輸機的支援下，英國的地勤人員及一些僱員也被使用於保衛哈巴尼亞機場。英國為了援救在伊拉克被圍困的英軍，一小部份的英軍從巴勒斯坦出發，夜以繼日趕往伊拉克，此外，還有許多救援部隊也從印度趕來。在救援部隊到達後，英軍發起了進攻，除了轟炸位於摩蘇爾的空軍基地，更派遣一支地面部隊向巴格達推進，最後於5月30日佔領了該座城市。

## 引發的支線戰役
在對付伊拉克人起事的同時，英國還不得不對付駐扎在法屬敘利亞境內的35,000人的維琪法國軍隊，而維希法國是德國控制的傀儡。